# 灵井“许昌人”遗址
灵井“许昌人”遗址是1965年发现的位于河南许昌市建安区灵井镇的一个“现代人”考古遗址。2008年成为河南省级文物保护单位。2013年入选第七批全国重点文物保护单位。

## 发掘
2005年河南省文物考古研究所第一研究室首次进行考古发掘，之后进行数度发掘。文化层分上、下文化层，深7.2—5.6米。上文化层出土细石器、牙制工具等。下文化层出土18种动物化石，以及石器、石片、断块等石器类型。原料主要有脉石英和燧石，还发现有大量骨器。
2007年12月，在9号探方深5米处，考古工作者发现古人类顶骨、枕骨、颞骨的断片共计16块，复原后可成为一较完整的人类头盖骨化石。经专家鉴定确定为距今8-10万年的早期智人头盖骨化石。
2014年4月，河南省文物考古研究院在灵井许昌人遗址9号探方西部约3平方米的范围内，新出土了包括有完整的枕骨、部分顶骨、眉脊、面骨和颅底骨等共计27块古人类头骨化石断块。至今对该遗址已发掘面积近450平方米，完成发掘面积仅120平方米，而整个遗址面积可达三万平米以上。

## 意义
该遗址具有很大的研究价值，其中2007年12月在T9深4.99米处发现的距今8-10万年的早期智人头盖骨化石，被学术界认为是研究中国现代人类起源的重大发现，其考古发现被评为“2007年全国十大考古新发现”。有研究通过对比头骨，认为许昌人可能属于丹尼索瓦人，但确认还需要DNA检验。细石器的发现为研究东北亚细石器的传播与发展十分重要。